# Chrysosplenium cavaleriei
Chrysosplenium cavaleriei är en stenbräckeväxtart som beskrevs av H. Lév. och Vant. in H. L. Chrysosplenium cavaleriei ingår i släktet gullpudror, och familjen stenbräckeväxter. Inga underarter finns listade i Catalogue of Life.